# Катуар, Георгий Львович
Георгий Львович Катуар (Жорж Леон Катуар; 27 апреля 1861, Москва — 21 мая 1926, там же) — русский теоретик музыки и композитор французского происхождения.

## Биография
Предки Катуара в начале XIX века переселились в Россию из Лотарингии. Отец — Лев Иванович Катуар (1827–1899), купец 1-й гильдии, коммерции советник, один из директоров Товарищества Московского сахарорафинадного завода, член совета Московского учетного банка, гласный Московской городской Думы (1877–1884). Мать — Елизавета Егоровна Катуар, урожд. Леве (Elisabeth Anne Sophie; 1837–1913), из семьи виноторговцев Леве. В семье было девять детей. Известными московскими коммерсантами были оба брата Георгия Львовича — Лев (1864, Москва — 1922, Париж) и Андрей (1865, Москва—1919, там же) Катуары. В честь Катуаров названы подмосковные железнодорожные станции Катуар Савёловского направления и Катуар Киевского направления, переименованная в 1965 году в Лесной Городок, Катуаровское шоссе (с 1951 года — Нагорная улица в Москве).
Семья Катуар принадлежали к самым авторитетным членам французской колонии в Москве; были попечителями сиротских приютов и больниц, а с 1855 года все представители мужской линии старшего поколения семьи Катуаров были синдиками (старостами) католической общины храма Святого Людовика.
В 1871 году поступил учиться в гимназию Креймана. К шести годам относятся его первые композиторские опыты. В юности учился игре на фортепиано у жившего в Москве Карла Клиндворта, друга Вагнера; в 1879 году вступил в Вагнеровское общество. В 1884 году Г. Л. Катуар окончил физико-математический факультет Московского университета.
Некоторое время он пытался участвовать в семейном бизнесе, но интерес к музыке взял верх, и Катуар уехал в Берлин для продолжения музыкального образования у переселившегося туда Клиндворта; в консерватории Клиндворта и Шарвенки занимался также у Филиппа Рюфера. В 1886 году во время одной из поездок в Москву он был представлен П. И. Чайковскому, высоко оценившему его способности. В Москве Катуар также общался с С. И. Танеевым, А. С. Аренским, Н.К.Метнером, Л.Э.Конюсом и Г.Э.Конюсом.
По рекомендации Чайковского в 1888 году Катуар отправился в Санкт-Петербург к Н. А. Римскому-Корсакову, который затем перенаправил его к А. К. Лядову; общение с этими двумя композиторами завершило композиторское образование Катуара. 
В 1917—1926 годах — профессор Московской консерватории, где преподавал спецкурс гармонии, форму (совместно с Г. Э. Конюсом и Н. Я. Брюсовой) и композицию.
А.Б.Гольденвейзер, близко общавшийся с Катуаром уже в годы его профессорства в консерватории, вспоминал: «Личность Катуара была на редкость обаятельна. Это был человек тонкой культуры, исключительно скромный, не обладавший никаким самомнением, никогда не выдвигавший себя. Катуар очень тяжело и болезненно ощущал свое непризнание. Нервная система его была в тяжелом состоянии. На него находили периоды, когда он никуда не мог ходить (нечто вроде боязни пространства) и совершенно не мог работать».
Среди учеников Катуара: Д. Б. Кабалевский, Л. А. Половинкин, Д. М. Цыганов и С. В. Евсеев, Л. А. Мазель, Л. М. Гинзбург.
25 октября 1919 года был арестован. В ноябре того же года по ходатайству юридического отдела Московского Политического Красного Креста освобожден под поручительство ректора Консерватории.
Умер в 1926 году. Похоронен на Введенском кладбище (11 уч.).
Адреса в Москве: Крапивенский переулок, 2; Петровский бульвар, 8 (оба дома сохранились).

#### Семья
Жена — Софья Адольфовна Редлих (1866—1920), дочь А.Ф.Редлиха, сестра А.А. Редлиха.
Дети и внуки:
- Анна (Анна Элиза Эмилия; 1888—1939), в замуж. Яковенко — пианистка, педагог.
  - Внук — Петр Алексеевич Яковенко (1916–1977) — виолончелист
- Татьяна Георгиевна Катуар (1898–1971) — пианистка, окончила Московскую консерваторию по классу фортепиано А. Ф. Гедике. Ее муж — Валериан Осипович Месснер (1902–1963), пианист.
  - Внук — Павел Валерианович Месснер (1931–2005), пианист, педагог. 
    - Правнучка — Екатерина Павловна Месснер (род. 1964), пианистка, педагог Московской консерватории.
- Елена (Елена Генриетта; 1892—1945), в замуж. Немирович-Данченко. 
  - Внуки — Вера Михайловна Немирович-Данченко (в замуж. Енацкая; 1920—2013, Москва), Михаил Михайлович Немирович-Данченко (1928—2005), микробиолог[7].
    - Правнук — Михаил Михайлович Немирович-Данченко, доктор физико-математических наук, профессор Отделения геологии Инженерной школы природных ресурсов Томского политехнического университета[8].
- Пётр Георгиевич Катуар (1895–1979) — скрипач;

Двоюродный брат — общественный деятель, благотворитель Александр Андреевич Катуар.
Племянница (дочь брата Андрея) — Екатерина Андреевна Катуар (в замуж. Струве; 1896–1978) — мать доктора медицины, протоиерея, общественного деятеля Петра Алексеевича Струве (1925-1968) и французского русиста и издателя Н. А. Струве.
Внучатый племянник — французский композитор Жан Катуар. 

## Творчество
Основные произведения Георгия Катуара: симфония c-moll, симфоническая поэма «Мцыри», кантата «Русалка» для соло, хора и оркестра, фортепианное трио, романсы на стихи М.Ю.Лермонтова, Ф.И.Тютчева, А. К. Толстого, Апухтина, В. Соловьёва, К.Бальмонта.
Ценным результатом преподавательской и научной деятельности Катуара стала книга «Теоретический курс гармонии» (в двух частях, 1924-25 гг.) — первый в истории русского музыкознания опыт теоретического осмысления гармонии, на основе функциональной теории Г. Римана и учения о гармонии Ф. О. Геварта. Среди новаций в гармоническом учении Катуара: развитие понятия отклонения (в его оригинальной лексике — «средитональное отклонение», ч.2, с.73 ss.), деление хроматических интервалов на интервалы «по положению» и «по существу» (ч.1, c.72), первый на русском языке систематический обзор неаккордовых звуков (ч.2, сс.14-40), обсуждение ультрахроматических интервалов и аккордов (ч.1, с. 99 ss.)
Учебник Катуара «Музыкальная форма», отредактированный его учениками (ч.1 вышла посмертно, в 1934, ч.2. в 1936),— важная веха в прикладной области музыкознания, занятой изучением формы.

## Избранные произведения
- Op. 1 no. 4 Lied for voice and piano on Lermontov’s «Нет, не тебя так пылко я люблю…»
- Op. 2 Trois Morceaux for piano: 1. Chant intime, E major 2. Loin du Foyer, E♭ major 3. Soiree d’Hiver D major
- Op. 3 Caprice for piano G♭ major
- Op. 5 «Rusalka» cantata for solo voice, women’s chorus, orchestra
- Op. 6 Six Morceaux for piano: 1. Rêverie, A major 2. Prélude, G♭ major, 3. Scherzo, B♭ major 4. Paysage, A major 5. Intermezzo, B♭ major 6. Contraste, B minor
- Op. 7 Symphony
- Op. 8 Vision (Etude) for piano
- Op. 9 no. 1 Lied for voice and piano on Apukhtin’s «Опять весна»
- Op. 9 no. 4 Lied for voice and piano on Apukhtin’s «Вечер»
- Op. 10 Cinq Morceaux for piano: 1. Prelude 2. Prelude 3. Capriccioso 4. Reverie 5. Legende
- Op. 11 no. 1 Lied for voice and piano on Lermontov’s «Песнь Русалки»
- Op. 11 no. 4 Lied for voice and piano on A. Tolstoy’s «Не ветер, вея с высоты…»
- Op. 12 Quatre Morceaux for piano: 1. Chant du soir 2. Meditation 3. Nocturne 4. Etude fantastique
- Op. 14 Piano Trio in F minor
- Op. 15 First sonata for violin and piano
- Op. 16 Quintet in c minor for two violins, viola, and two violoncellos
- Op. 17 Quatre Morceaux for piano
- Op. 19 no. 1 Lied for voice and piano on F. Tiutchev’s «Как над горячею золой…»
- Op. 19 no. 2 Lied for voice and piano on F. Tiutchev’s «Silentium! (Молчание!)»
- Op. 20 Second sonata for violin and piano «Poem»
- Op. 21 Piano Concerto
- Op. 23 String quartet
- Op. 24 Chants du Crepuscle for piano
- Op. 26 Elegie for violin and piano
- Op. 29 no. 3 Lied for voice and piano on F. Tiutchev’s «Сей день, я помню…»
- Op. 29 no. 6 Lied for voice and piano on F. Tiutchev’s «Полдень»
- Op. 30 Valse for piano
- Op. 31 Piano Quartet in A minor
- Op. 32 no. 4 Lied for voice and piano on K. Balmont’s «Слова смолкали…»
- Op. 33 Six poems by Vladimir Soloviev for voice and piano
- Op. 34 Quatre Morceaux for piano: 1. Poeme 2. Poeme 3. Prelude 4. Etude
- Op. 35 Tempete for piano
- Op. 36 Etude for piano
- Concert transcription of J.S. Bach’s Passacaglia in C minor for piano

Произведения Катуара исполняли Давид Ойстрах, Александр Гольденвейзер, Марк Андре Амлен, Анна Засимова, Лаурент Бройнингер, Леонид Коган, Мстислав Ростропович.